# George Coleman
George Coleman (Memphis, 8 maart 1935) is een Amerikaanse jazzsaxofonist van de modernjazz.

## Biografie
George Coleman begon zijn carrière als jazzmuzikant tijdens de jaren 1950 als begeleider van de blueslegende B.B. King. Met Booker Little ging hij daarna naar Chicago, daarna werkte hij in New York met Lee Morgan en Jimmy Smith. In 1958 werd hij lid van de band van Max Roach en Kenny Dorham, in 1959–196161 van het Slide Hampton Oktet. In 1961 werkte hij mee aan de laatste opnamen van Booker Little voor zijn vroege dood met Booker Little and Friend. In 1962 speelde hij kort met Wild Bill Davis. Later volgden gezamenlijke optredens en opnamen met Johnny Griffin, Lionel Hampton, Charles Mingus, Chet Baker en Ahmad Jamal.
Aan de zijde van Miles Davis (Seven Steps to Heaven, Miles Davis in Europe, 1963, My Funny Valentine, 1964) en Herbie Hancock (Maiden Voyage, 1965) droeg hij zijn steentje bij aan het ontstaan van legendarische jazzalbums. In 1964 speelde hij bij Lionel Hampton en tijdens de volgende tien jaren werkte hij als zelfstandig muzikant met Lee Morgan, Elvin Jones, Shirley Scott en Cedar Walton. In 1975 vormde hij met Walton, Sam Jones en Billy Higgins de formatie Eastern Rebellion. Tijdens de jaren 1980 en 1990 werkte hij als orkestleider met Higgins, Harold Mabern, Jamil Nasser, Idris Muhammad en Ray Drummond. In 1996 ontstond in een oktet-bezetting zijn album Danger High Voltage met o.a. Gary Smulyan, Jim Rotondi en Ned Otter. In 2012 werkte hij met zijn Organ Quintet, waarin o.a. Mike LeDonne en Russell Malone speelden.

## Privéleven
Zijn echtgenote was de organiste Gloria Coleman († 2010). hun gezamenlijke zoon George Coleman jr. is in het New Yorks jazzcircuit actief als drummer.

## Discografie
Albums onder zijn eigen naam
- 1979: Playing Changes (Ronnie Scott's Jazz House)
- 1989: Manhattan Panorama (Evidence Records) met Harold Mabern, Jamil Nasser, Idris Muhammad
- 1991: My Horns of Plenty (Verve Records) met Mabern, Ray Drummond, Billy Higgins
- 1992: At Yoshi's (Evidence Records) met Mabern, Ray Drummond, Alvin Queen
- 1997: Blues Inside Out (Ronnie Scott's Jazz House)
- 1998: I Could Write a Book: The Music of Richard Rodgers (Telarc) met Mabern, Nasser, Billy Higgins
- 2000: Danger High Voltage (Two & Four Recordings) met Gary Smulyan, Mabern, Drummond, George Coleman Jr.
- 2002: Dynamic Duo met Tete Montoliu, (Timeless Records)
- 2002: Four Generations of Miles (Chesky Records) met Mike Stern, Ron Carter, Jimmy Cobb
- 2016: A Master Speaks (Smoke Sessions)

Belangrijke albums als sideman
- 1964: My Funny Valentine (Miles Davis)
- 1965: Maiden Voyage (Herbie Hancock)
- 1969: Love Bug (Reuben Wilson)